# Colocolo
Colocolo (dal mapudungun colocolo, "gatto della montagna"; 1490 – 1555) fu un capo Mapuche ("cacique lonco").
Era una figura importante nel poema epico La Araucana di Alonso de Ercilla y Zúñiga, sulla prima guerra di Arauco.

## Biografia
Ricoprì l'incarico di Toqui de la Paz (lett. "Capo della Pace") ma assunse anche ruoli strategici quando prese il via la conquista spagnola del Cile, diventando il condottiero delle forze Mapuche contro gli invasori. Successe a Caupolicán come comandante in capo dell'esercito Mapuche nel 1551 e, insieme a lui e a Lautaro, guidò i guerrieri mapuche nella Battaglia di Tucapel (1553), in cui l'esercito spagnolo, alla cui testa vi era Pedro de Valdivia, fu sconfitto. Nel 1559 firmò un trattato con gli spagnoli, ma non lo rispettò. Morì nella Battaglia di Lomaco. Secondo altre fonti la sua morte avvenne durante la grande carestia e l'epidemia e tifo che seguì la siccità del 1555-1558.

## Omaggi
- È ricordato come un ultrasessantenne ampiamente rispettato dal popolo mapuche, i cui capitani portano nomi che fanno parte dell'attuale geografia del Cile: Paicabí, Lemo, Lincoyán, Elicura e Orompello, solo per nominarne alcuni.
- La squadra di calcio più famosa del Cile, il Colo-Colo, fu chiamata così in suo onore.